# Чавес, Сусана
Суса́на Чавес (исп. Susana Chávez; 5 ноября 1974, Сьюдад-Хуарес, Чиуауа, Мексика — 6 января 2011, там же) — мексиканская правозащитница и поэтесса. Занималась поэзией с 11-летнего возраста и работала над сборником стихов. Её слова «Ni una mujer menos, ni una muerte más» («Ни одной женщиной меньше, ни одной смертью больше») стали девизом современного испаноязычного феминистского движения во всём мире.

## Убийство
Чавес была задушена в своём родном городе Сьюдад-Хуарес, 6 января 2011 года. По словам матери Чавес, её дочь собиралась навестить друзей, но не добралась до места назначения. Утром 6 января 2011 года были найдены её тело и отрубленная рука. Её голова была накрыта чёрным пакетом. 10 января семья Чавеса опознала тело, но эта информация была обнародована только на следующий день после того, как было объявлено о задержании трёх человек по подозрению в причастности к убийству.
По сообщениям властей, убийство Чавес не было связано с её общественной деятельностью, а её убийцы были просто пьяны и также находились под действием наркотиков.
В 2013 году трое убийц Сусанны были приговорены к пятнадцати годам лишения свободы.